# آصلي تاندوغان
آصلي تاندوغان (بالتركية: Aslı Tandoğan)‏ (من مواليد 2 أبريل 1979 في أنقرة) هي ممثلة تركية اشتهر بطولة واحدة من الشخصيات الرئيسية لمسلسل دقات قلبي بشخصية لمياء تخرجت من معهد الموسيقى في الكونسرفاتوار
وأيضاً مسلسل البازار الكبير الذي كان يعرض على قناة أبو ظبي ومسلسل أرض العثمانيين الذي كان يعرض على كل من قناتي (دبي والحياة)
ومسلسل حكاية سمر على قناة دبي في دور اخت سمر ( بيرين سات) ومسلسل ياقوت، ومسلسل العشق في دور شيبنام وبالمدبلج «الهام» مع الممثلة هازال كايا ولديها 3 أفلام وهي القبضاي، كاراجا وفيلم اعتني بي جيداً.

## اعمالها

### مسلسلات
- دقات قلب
- البازار الكبير
- أرض العثمانيين
- حكاية سمر
- ياقوت
- العشق

### أفلام
- القبضاي
- كاراجا
- اعتني بي جيدا

## وصلات خارجية
- آصلي تاندوغان على موقع IMDb (الإنجليزية)
- آصلي تاندوغان على موقع قاعدة بيانات الأفلام العربية
- آصلي تاندوغان على موقع ألو سيني (الفرنسية)
- آصلي تاندوغان على موقع قاعدة بيانات الفيلم (الإنجليزية)
- آصلي تاندوغان على موقع كينوبويسك (الروسية)